# Карстовая котловина

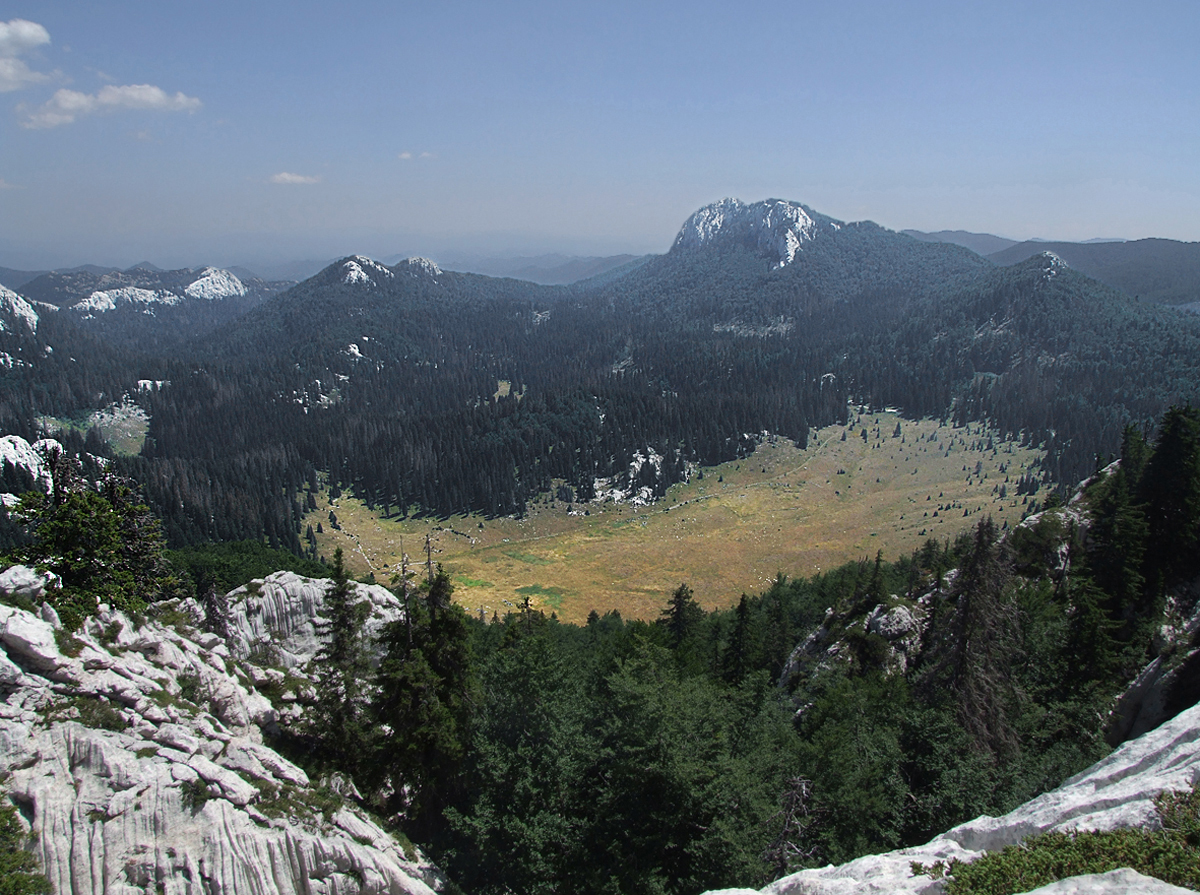
Котловина Велики-Любеновац в Хорватии

Карстовая котловина, или увала — отрицательная карстовая форма рельефа с диаметром от 100—200 метров до одного километра и глубиной более 5-10 метров. Котловина, в отличие от воронки, имеет больше одного выводящего канала. В зарубежной литературе карстовые котловины именуются «увала́», в то время как в русском языке «увалы» — положительная форма рельефа. Несколько небольших сухих котловин, объединённых эрозионными процессами, образуют вместе суходол.
Карстовая котловина — промежуточная форма между карстовой воронкой и польем. Чаще всего они образуются при слиянии нескольких карстовых воронок. Стенки воронок подвергаются эрозионному разрушению, и продукты этих процессов скапливаются на дне впадины, отчего она растёт в ширину, но не в глубину. Другие котловины образуются при обрушении больших карстовых полостей.
Большинство котловин образуется в зонах трещинноватости карбонатных пород мезозойского возраста при наличии тепла и достаточного количества влаги.
В котловинах могут образовываться постоянные или временные озёра.
Примером такой формы рельефа может служить карстовая котловина Рица, расположенная на склоне массива Ачибах со стороны озера Рицы в Абхазии[значимость факта?]. Размеры котловины 350 на 220 метров (на высоте 780 метров над уровнем моря). Дно котловины — плоская заболоченная местность с бессточным озером и впадающим в него ручьём. В 50 метрах к югу от озера находится воронка-понор с глинистыми склонами. Ручей впадает в озеро с запада. С востока котловина ограничена карровым полем.